# Cyaniris bellis
Cupido bellis is een vlinder uit de familie van de Lycaenidae. De wetenschappelijke naam van de soort is voor het eerst gepubliceerd in 1845 door Christian Friedrich Freyer.

## Taxonomie
Sommige auteurs beschouwen Cyaniris bellis als een ondersoort van Cyaniris semiargus (Klaverblauwtje).

## Verspreiding
De soort komt voor in Bulgarije, Griekenland, Turkije en Iran.

## Ondersoorten
- Cyaniris bellis bellis (Freyer, 1845)
- Cyaniris bellis antiochena (Lederer, 1861)
  - = Lycaena antiochena Lederer, 1861
  - = Cyaniris semiargus mesopotamica Tutt, 1909
  - = Cyaniris semiargus persica Tutt, 1909
  - = Cyaniris intermedia Tutt, 1909
  - = Cupido antiochena (Lederer, 1861)

## Waardplanten
De rups leeft op Anthyllis vulneraria, Trifolium pratense, Melilotus officinalis en Lotus corniculatus.